# Martian Successor Nadesico
Martian Successor Nadesico (機動戦艦ナデシコ Kidō Senkan Nadeshiko?, Acorazado Espacial Nadesico), es una serie de anime producida en 1996 por el estudio XEBEC.
Fue transmitida por TV Tokyo desde el 1 de octubre de 1996 al 24 de marzo de 1997. En Latinoamérica era distribuida por Xystus y se transmitió por Animax desde agosto del 2005 hasta el mes de mayo del año 2008. También fue transmitido por Chilevisión a finales del año 2006. En Estados Unidos tuvo su paso por el bloque Toonami de Cartoon Network en un especial llamado Gigant Robot Week.
El manga estuvo a cargo de Kia Asamiya y se publicó en la revista Shonen Ace de Kadokawa Shoten en 1997; en inglés fue publicado por CPM Manga.
La obra pertenece al género de aventura y de comedia ambientada en el año 2195, haciendo múltiples referencias y parodias a otros animes del género mecha.

## Argumento
En el año 2195 un Tulipán (un dispositivo que crea una apertura espacio-tiempo) proveniente de Júpiter se dirige a Marte, específicamente al Polo Sur de dicho planeta, las Fuerzas Unidas al mando del almirante Jin Fukube se enfrentan a él sin éxito abandonado la batalla, una parte de la nave impacta al Tulipán desviándolo de la trayectoria y como consecuencia cae en la Colonia Utopía matando a muchísimas personas. Los sobrevivientes esperan por ayuda pero las lagartijas jovianas (robots de batalla no tripulados con formas de insectos) atacan a los sobrevivientes.
Akito Tenkawa intenta proteger a las personas, pero se ve sobrepasado, terminando extrañamente en la Tierra. Un año después (2196) y ante la ineficacia de las Fuerzas Unidas de la Tierra, las Industrias Pesadas Nergal deciden iniciar el Proyecto Schiaparelli (llamado así en honor del astrónomo italiano Giovanni Schiaparelli) con el fin de detener los continuos ataques Jovianos y a su vez iniciar el rescate de los sobrevivientes de las colonias en Marte, para ello cuentan con una nave de última generación, el Nadesico, desarrollado por Nergal.
Para ello se recluta a una tripulación en su gran parte civil y muy heterogénea, seleccionando expertos civiles de cada disciplina aunque con tendencia a tener desórdenes leves de personalidad, a la cual por accidente se les une Akito. Una vez constituida la tripulación comienza la primera misión: ir a buscar los 3 pilotos de aestevalis faltantes e iniciar la travesía a Marte, por lo cual deberán enfrentarse a la respuesta negativa de las Fuerzas Unidas, que reaccionan violentamente (porque quieren para sí el Nadesico) y a los invasores Jovianos.
Así comienza la travesía del Nadesico que llevará a sus tripulantes a descubrir la verdad tras los ataques Jovianos, y los verdaderos planes de Nergal y su vinculación con las Fuerzas Unidas de la Tierra. Con ello las aventuras, romances y peleas que envuelven a los tripulantes de la nave de guerra, empezando por Akito Tenkawa, con un pasado misterioso del cual llega a la Tierra, con amnesia y huyendo de los Jovianos.

## Banda sonora
La música fue compuesta y/o arreglada por Takayuki Hattori
- Opening

1. You Get to Burning de Yumi Matsuzawa.

- Endings

1. Watashi Rashiku 私らしく (Watashi Rashiku?) "[Siendo yo misma]" de Houko Kuwashima.
2. Itsuka... Shinjite いつか…信じて (Itsuka... Shinjite?) de Kazumi Matsumura (Episodio 26).

## Meta-animes
- Gekiganger 3, también llamado Gekigangar 3: esta meta-serie es muy importante en el desarrollo de la serie.
- La Princesa Mágica Lychee Natural (Natyuraru Raichi): es un mahō shōjo anime donde participaban Megumi y su amiga Mari haciendo las voces (siendo seiyuus).

## Gekiganger 3(Gekigangar)
En el mundo de Nadesico, existe una serie de anime llamada Gekiganger 3 o también Gekigangar 3 ゲキ・ガンガー３ (Geki·Gangā Surī?). Es una parodia de multitud de series de robots gigantes (Mechas) de los años 70 y 80, aunque hace especial referencia a Mazinger Z, a Getter Robo y otras, ya que muestra pilotos y transformaciones del robot similares. 
Para la época en que se ambienta Martian Successor Nadesico tiene más de cien años. Se trata de 3 estudiantes de preparatoria que defienden la Tierra de los Kyoakkus, del Lado Obscuro del Universo, usando 3 robots que se combinan para formar al Robot de Sangre Caliente Gekiganger 3.
Esta serie fue vista por Akito cuando era niño en Marte, y Gai un fanático de la serie, le termina contagiando su fanatismo. En la Federación Joviana y especialmente en Las Fuerzas Masculinas Superiores de la Federación Joviana goza de muchísima popularidad, siendo incluso base de su adoctrinamiento.

## Juegos derivados del animeMartian Succesor Nadesico

### Consola Sega Saturn
- Kidou Senkan Nadesico: Does love can win?

Este juego solo trata de las aventuras de la serie, formaras parte de los amoríos de Akito, es como un sim date.
- Kidou Senkan Nadesico: The Blank of 3 Years

Solo salió para la consola de videojuegos Sega Saturn. Más que un juego, es una novela gráfica y solo salió en Japón, por lo tanto solo esta en japonés).
Cronológicamente tiene lugar 3 años después de la serie y un año antes de la película The Prince of Darkness.

### Consola Sega Dreamcast
- Kidou Senkan Nadesico: The Mission

Esto es después de la película y según el juego se encuentra el final de la historia, fue liberado solo en Japón (por lo tanto en idioma japonés); trata de como Ruri y Yurika están en búsqueda de Akito y se enfrentan contra algunos grupos rebeldes de los sucesores de Marte.

## Cronología de la serie
- Martian Successor Nadesico, es la serie de 26 episodios que da origen a todo lo subsiguientemente relacionado.
- Kidou Senkan Nadesico: Does love can win?, es un videojuego de simulación de citas lanzado para la consola Sega Saturn. Dicho juego se desarrolla como una historia alterna y no como una continuación de la serie.
- Kidou Senkan Nadesico: The Blank of 3 Years, este juego solo existió para la consola Sega Saturn y solo se comerció en Japón. El mismo es una continuación de la historia de la serie de televisión.
- Gekiganger 3: Nekketsu Daikessen, es un OVA lanzado meses antes del estreno de la película. La historia muestra a algunos de los personajes yendo a ver una película de Gekiganger.
- Martian Successor Nadesico: The Prince of Darkness, película estrenada en los cines japoneses en el año 1998. La historia transcurre luego del juego Kidou Senkan Nadesico: The Blank of 3 Years.[4]
- Martian Successor Nadesico: The Mission, este juego solo existió para la consola Sega Dreamcast y solo se comerció en Japón. El juego sucede luego de la película Martian Successor Nadesico: The Prince of Darkness.